# Klucanina
Klucanina är en kulle i Tjeckien. Den ligger i den östra delen av landet, 170 km sydost om huvudstaden Prag. Toppen på Klucanina är 415 meter över havet, eller 115 meter över den omgivande terrängen. Bredden vid basen är 1,9 km.
Terrängen runt Klucanina är kuperad västerut, men österut är den platt.Runt Klucanina är det tätbefolkat, med 762 invånare per kvadratkilometer. Närmaste större samhälle är Tišnov, 1,5 km väster om Klucanina. I omgivningarna runt Klucanina växer i huvudsak blandskog.